# (2370) van Altena
(2370) van Altena (1965 LA; 1974 OY) ist ein ungefähr 15 Kilometer großer Asteroid des mittleren Hauptgürtels, der am 10. Juni 1965 vom US-amerikanischen Astronomen Arnold R. Klemola an der Yale-Columbia Southern Station am Felix-Aguilar-Observatorium (IAU-Code 077) entdeckt wurde.

## Benennung
(2370) van Altena wurde nach William F. van Altena (* 1939), einem bekannten Astrometriker am Yale University Observatory (IAU-Codes 797/798), benannt. Zu seinen Tätigkeiten gehörten Arbeiten zu Sternbewegungen und Parallaxen, einschließlich einer überarbeiteten Ausgabe des Yale-Katalogs.